# Абдулайе, Сулей
Сулей Абдулайе (фр. Souley Abdoulaye; 1956, Kaoura Acha, Нигер — 1 марта 2023, Сюрен) — нигерский государственный и политический деятель, премьер-министр Нигера в 1994—1995 годах.

## Политическая карьера
Махаман Усман назначил Абдулайе премьер-министром после отставки Махамаду Иссуфу в сентябре 1994 года. Правительство Абдулайе было сформировано 5 октября, но из-за отсутствия парламентского большинства 16 октября оно потерпело поражение в результате вотума недоверия, против которого выступили 46 депутатов (из 82 присутствующих), и Сулей ушёл в отставку. Абдулайе был повторно назначен премьер-министром 17 октября, но в результате вотума недоверия Усману пришлось назначить новые парламентские выборы, которые состоялись в январе 1995 года.